# Tadej Pogačar
Tadej »Pogi« Pogačar, född 21 september 1998 i Komenda, Slovenien, är en slovensk tävlingscyklist som tävlar for UAE Team Emirates. Bland hans segrar finns fyra Tour de France (2020, 2021, 2024 och 2025), Giro d'Italia 2024 och nio segrar i endagslopp bland Monumenten; (Flandern runt två gånger, Liège–Bastogne–Liège tre gånger och Lombardiet runt fyra gånger), samt världsmästerskapet i landsvägslopp. Men han är också bekväm i tempolopp, klassisk endagscykling och klättring i stora tourer, och har jämförts med allroundcyklister som Eddy Merckx och Bernard Hinault som en av sportens största, kanske till och med den största av dem alla.

## Ungdomskarriär
Pogačar vann JEM-bronsmedalj i linjelopp 2016. Han vann Tour de l'Avenir 2018, allmänt ansedd som det viktigaste etapploppet för amatörer. Han vann sin första stora professionella seger i Volta ao Algarve 2019. Samma år vann han UCI World Tour Tour of California med 16 sekunder till Sergio Higuit. Han slutade trea i det första stora etapploppet i sin karriär, Vuelta a España 2019. Han vann tre bergsetapper: den nionde etappen i Andorra, som slutade i Los Machucos, och den 20:e etappen, som slutade i Plataforma de Gredos. Han vann också ungdomstävlingen och var trea i poängtävlingen.

## Tour de France 2020

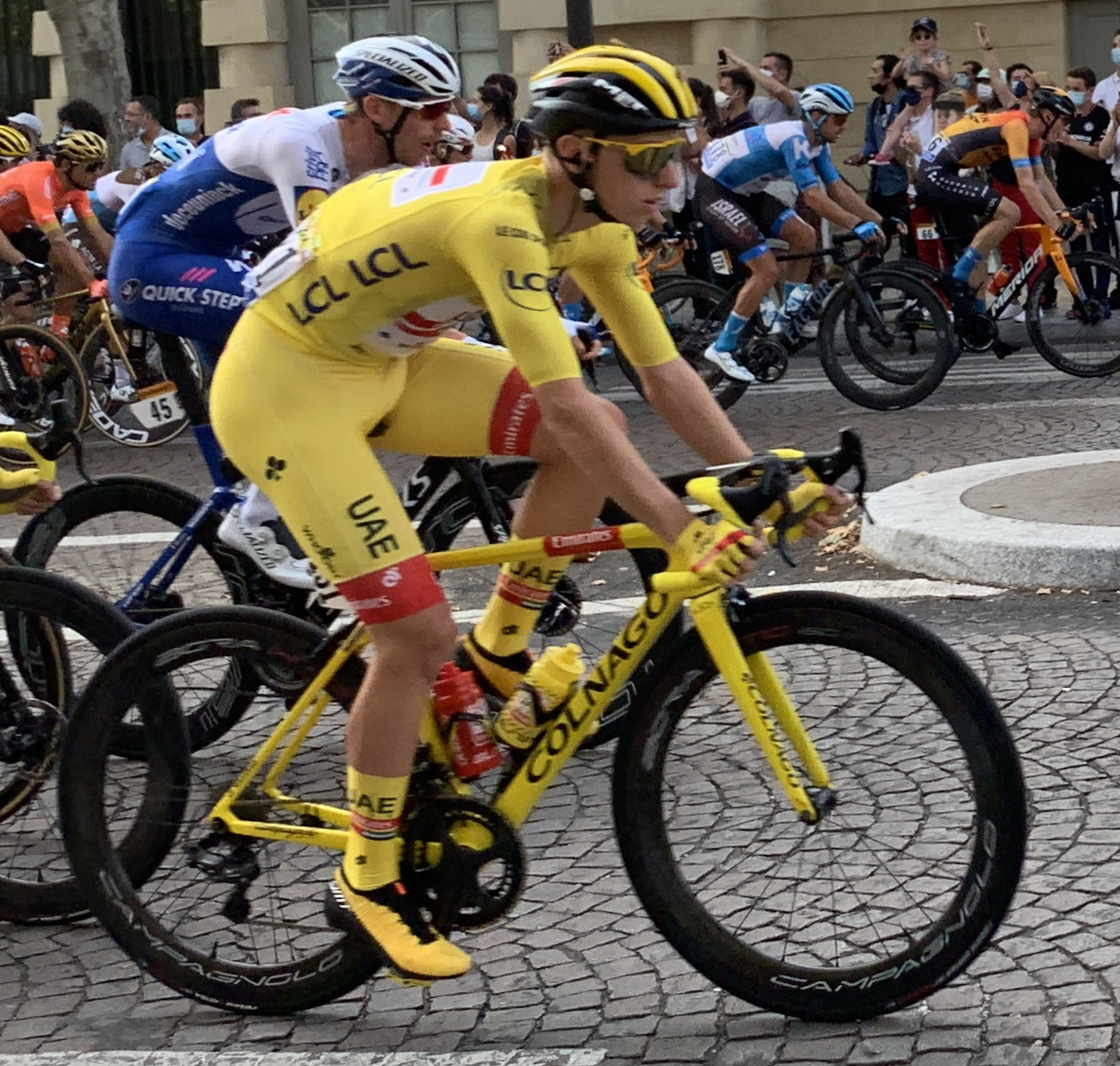
Tadej Pogačar vid den 122 km långa avslutande uppvisningsetappen i Tour de France 2020.

Pogačar vann Tour de France 2020 då han också vann den nionde, 15:e och 20:e etappen samt den totala bergs- och ungdomstävlingen.
Inför näst sista etappen av Tour de France 2020 låg Pogačar tvåa bakom landsmannen Primož Roglič med 57 sekunder. Men efter en seger på den 32 km långa enkelstartsetappen klev han förbi Roglic och var istället 59 sekunder före inför den 122 km långa avslutande uppvisningsetappen. 
Pogačar tog sig enkelt i mål på Champs-Élysées i Paris och blev den näst yngsta segraren av Tour de France någonsin. Bara Henri Cornet var yngre när han vann Tour de France 1904 som 19-åring.
Tadej Pogacar blev den första slovenen någonsin som vunnit Tour de France.

## Karriär från 2021
Sin första endagstävling på professionell nivå vann han i den prestigefyllda vårklassikern Liège–Bastogne–Liège 2021 i en tät spurt med världmästaren Julian Alaphilippe. Han tog samma år en bronsmedalj i linjeloppet vid de olympiska cykeltävlingarna i Tokyo.
I juli 2021 vann han Tour de France för andra året i rad. Han avslutade säsongen med att vinna Lombardiet runt. Totalt tog han hem 13 segrar under 2021, hans bästa säsong någonsin.

### Säsongen 2024

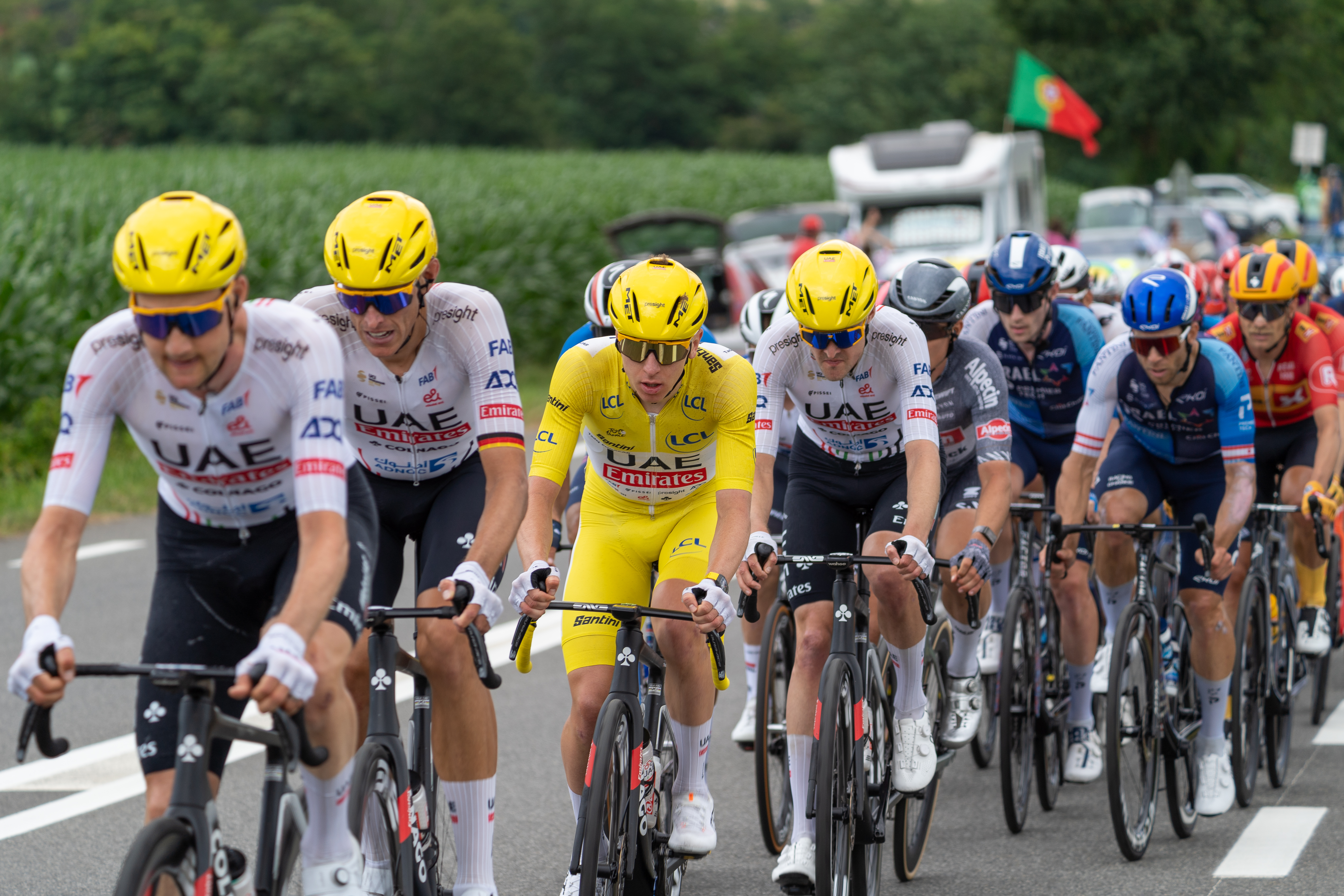
Tadej Pogacar med sitt UAE-team under etapp 13 i klättringen uppför bergspasset Simacourbe i Tour de France 2024.

I början av säsong 2024 vann Pogacar endagarstävlingarna Strade Bianche och Liège–Bastogne–Liège. Därefter vann han både Giro d'Italia i maj och Tour de France i juli. I båda tävlingarna tog han hela sex etappvinster. Totalsegern i Girot var överlägsen. Pogacar stod som etta med nästan 10 minuters marginal ner till tvåan Daniel Martínez, den största segermarginalen i tävlingen på nästan 60 år. På tredjeplats slutade Geraint Thomas. Genom segrarna blev han den förste, sedan italienaren Marco Pantani 1998, att vinna både Girot och Touren under ett och samma år.

## Familj
Pogačar är sambo med tävlingscyklisten Urška Žigart.